# Lluís Felip Solé i Fa
Lluís Felip Solé i Fa   (Tarragona, 23 de juliol de 1946) és un bisbe català responsable del Bisbat de Trujillo, a Hondures, des del 2005.
Va cursar la primària i secundària a La Salle de Tarragona, es diplomà en Magisteri i fou professor durant quatre anys a Tarragona abans que l'ordenés sacerdot el bisbe Josep Pont i Gol. Després marxà a Hondures un any, i tornà a Espanya com a director del Centre de Rehabilitació i Protecció de Menors d'Alacant. El 1981 tornà a Hondures, i estigué a la parròquia de Puerto Cortés, San Pedro Sula i La Mosquitia. Des del 2005 és bisbe del Bisbat de Trujillo.